# Shigella dysenteriae
Shigella dysenteriae é uma espécie de bactéria patogênica bacilar altamente contagiosa que pode causar shigelose, a causa mais comum de disenteria bacteriana epidêmica nos últimos 100 anos. É comum na América Central, Sudeste da Ásia, África central e leste. 

## Características
A Shigella é uma bactéria Gram-negativa, não formadora de esporos, anaeróbia facultativa, sem motilidade e produtora da toxina Shiga, que causa Síndrome hemolítico-urêmica em crianças, uma doença renal com alta mortalidade.